# Campeonato Europeu de Atletismo em Pista Coberta de 2021
O Campeonato Europeu de Atletismo em Pista Coberta de 2021 foi a 36ª edição do campeonato organizado pela Associação Europeia de Atletismo (AEA) em Toruń, na Polónia, entre 4 e 7 de março de 2021. Foram disputadas 26 provas no campeonato, no qual participaram 659 atletas de 46 nacionalidades. Teve como destaque os Países Baixos com quatro medalhas de ouro.

## Calendário
O calendário da competição é o seguinte:
| E | Eliminatórias | C | Classificatório | ½ | Semifinais | F | Final |

| Data →             | Qui 04 | Sex 05 | Sex 05 | Sab 06 | Sab 06 | Sab 06 | Dom 07 | Dom 07 |
| Prova ↓            | T      | M      | T      | M      | M      | T      | M      | T      |
| ------------------ | ------ | ------ | ------ | ------ | ------ | ------ | ------ | ------ |
| 60 m               |        |        |        | E      | ½      | F      |        |        |
| 400 m              |        | E      | ½      |        |        | F      |        |        |
| 800 m              |        |        | E      |        |        | ½      |        | F      |
| 1500 m             | E      |        | F      |        |        |        |        |        |
| 3000 m             |        |        |        | E      | E      |        |        | F      |
| 60 m c/ barreiras  |        |        |        | E      | E      |        | ½      | F      |
| 4 × 400 m          |        |        |        |        |        |        |        | F      |
| Salto em distância | C      |        | F      |        |        |        |        |        |
| Salto triplo       |        | C      |        |        |        |        | F      |        |
| Salto em altura    | C      |        |        |        |        |        | F      |        |
| Salto com vara     |        |        |        | C      | C      |        |        | F      |
| Arremesso de peso  |        | C      | F      |        |        |        |        |        |
| Heptatlo           |        |        |        | F      | F      | F      | F      | F      |

| Data →             | Qui 04 | Sex 05 | Sex 05 | Sab 06 | Sab 06 | Sab 06 | Dom 07 | Dom 07 |
| Prova ↓            | T      | M      | T      | M      | T      | M      | M      | T      |
| ------------------ | ------ | ------ | ------ | ------ | ------ | ------ | ------ | ------ |
| 60 m               |        |        |        |        |        | E      | ½      | F      |
| 400 m              |        | E      | ½      |        | F      |        |        |        |
| 800 m              |        | E      |        |        | ½      |        |        | F      |
| 1500 m             |        | E      |        |        | F      |        |        |        |
| 3000 m             | E      |        | F      |        |        |        |        |        |
| 60 m c/ barreiras  |        |        |        | E      |        | ½      | ½      | F      |
| 4 × 400 m          |        |        |        |        |        |        |        | F      |
| Salto em distância |        | C      |        |        | F      |        |        |        |
| Salto triplo       |        |        |        | C      |        |        |        | F      |
| Salto em altura    |        |        | C      |        |        |        |        | F      |
| Salto com vara     |        |        |        |        | F      |        |        |        |
| Arremesso de peso  | C      |        | F      |        |        |        |        |        |
| Pentatlo           |        | F      | F      |        |        |        |        |        |

## Medalhistas

### Masculino
Esses foram os resultados na categoria masculino. 
| Evento                      | Ouro                                                                                  | Ouro        | Prata                                                               | Prata   | Bronze                                                                  | Bronze  |
| --------------------------- | ------------------------------------------------------------------------------------- | ----------- | ------------------------------------------------------------------- | ------- | ----------------------------------------------------------------------- | ------- |
| 60 m detalhes               | Marcell Jacobs · Itália                                                               | 6.47 ,      | Kevin Kranz · Alemanha                                              | 6.60    | Ján Volko · Eslováquia                                                  | 6.61    |
| 400 m detalhes              | Óscar Husillos · Espanha                                                              | 46.22       | Tony van Diepen · Países Baixos                                     | 46.25   | Liemarvin Bonevacia · Países Baixos                                     | 46.30   |
| 800 m detalhes              | Patryk Dobek · Polónia                                                                | 1:46.81     | Mateusz Borkowski · Polónia                                         | 1:46.90 | Jamie Webb · Reino Unido                                                | 1:46.95 |
| 1500 m detalhes             | Jakob Ingebrigtsen · Noruega                                                          | 3:37.56     | Marcin Lewandowski · Polónia                                        | 3:38.06 | Jesús Gómez · Espanha                                                   | 3:38.47 |
| 3000 m detalhes             | Jakob Ingebrigtsen · Noruega                                                          | 7:48.20     | Isaac Kimeli · Bélgica                                              | 7:49.41 | Adel Mechaal · Espanha                                                  | 7:49.47 |
| 60 m/c barreiras detalhes   | Wilhem Belocian · França                                                              | 7.42 EL     | Andrew Pozzi · Reino Unido                                          | 7.43 =  | Paolo Dal Molin · Itália                                                | 7.56    |
| 4x400 m detalhes            | Países Baixos · Jochem Dobber · Liemarvin Bonevacia · Ramsey Angela · Tony van Diepen | 3:06.06 EL, | Chéquia · Vít Müller · Pavel Maslák · Michal Desenský · Patrik Šorm | 3:06.54 | Reino Unido · Joseph Brier · Owen Smith · James Williams · Lee Thompson | 3:06.70 |
| Salto em altura detalhes    | Maxim Nedasekau · Bielorrússia                                                        | 2.37 ,      | Gianmarco Tamberi · Itália                                          | 2.35 =  | Thomas Carmoy · Bélgica                                                 | 2.26    |
| Salto com vara detalhes     | Armand Duplantis · Suécia                                                             | 6.05        | Valentin Lavillenie · França                                        | 5.80 =  | Piotr Lisek · Polónia                                                   | 5.80 =  |
| Salto em distância detalhes | Miltiadis Tentoglu · Grécia                                                           | 8.35        | Thobias Montler · Suécia                                            | 8.31    | Kristian Pulli · Finlândia                                              | 8.24    |
| Salto triplo detalhes       | Pedro Pichardo · Portugal                                                             | 17.30       | Alexis Copello · Azerbaijão                                         | 17.04   | Max Tenhoß · Alemanha                                                   | 17.01   |
| Arremesso de peso detalhes  | Tomáš Staněk · Chéquia                                                                | 21.62       | Michał Haratyk · Polónia                                            | 21.47   | Filip Mihaljević · Croácia                                              | 21.31   |
| Heptatlo detalhes           | Kevin Mayer · França                                                                  | 6.392       | Jorge Ureña · Espanha                                               | 6.158   | Paweł Wiesiołek · Polónia                                               | 6.133   |

### Feminino
Esses foram os resultados na categoria feminino. 
| Evento                      | Ouro                                                                         | Ouro      | Prata                                                                     | Prata   | Bronze                                                                                            | Bronze  |
| --------------------------- | ---------------------------------------------------------------------------- | --------- | ------------------------------------------------------------------------- | ------- | ------------------------------------------------------------------------------------------------- | ------- |
| 60 m detalhes               | Ajla Del Ponte · Suíça                                                       | 7.03 ,    | Lotta Kemppinen · Finlândia                                               | 7.22    | Jamile Samuel · Países Baixos                                                                     | 7.22    |
| 400 m detalhes              | Femke Bol · Países Baixos                                                    | 50.63 EL, | Justyna Święty-Ersetic · Polónia                                          | 51.41   | Jodie Williams · Reino Unido                                                                      | 51.73   |
| 800 m detalhes              | Keely Hodgkinson · Reino Unido                                               | 2:03.88   | Joanna Jóźwik · Polónia                                                   | 2:04.00 | Angelika Cichocka · Polónia                                                                       | 2:04.15 |
| 1500 m detalhes             | Elise Vanderelst · Bélgica                                                   | 4:18.44   | Holly Archer · Reino Unido                                                | 4:19.91 | Hanna Klein · Alemanha                                                                            | 4:20.07 |
| 3000 m detalhes             | Amy-Eloise Markovc · Reino Unido                                             | 8:46.43   | Alice Finot · França                                                      | 8:46.54 | Verity Ockenden · Reino Unido                                                                     | 8:46.60 |
| 60 m/c barreiras detalhes   | Nadine Visser · Países Baixos                                                | 7.77 ,    | Cynthia Sember · Reino Unido                                              | 7.89    | Tiffany Porter · Reino Unido                                                                      | 7.92    |
| 4x400 m detalhes            | Países Baixos · Lieke Klaver · Marit Dopheide · Lisanne de Witte · Femke Bol | 3:27.15 , | Reino Unido · Zoey Clark · Jodie Williams · Amarachi Pipi · Jessie Knight | 3:28.20 | Polónia · Natalia Kaczmarek · Małgorzata Hołub-Kowalik · Kornelia Lesiewicz · Aleksandra Gaworska | 3:29.94 |
| Salto em altura detalhes    | Yaroslava Mahuchij · Ucrânia                                                 | 2.00      | Iryna Herashchenko · Ucrânia                                              | 1.98    | Ella Junnila · Finlândia                                                                          | 1,96    |
| Salto com vara detalhes     | Angelica Moser · Suíça                                                       | 4.75      | Tina Šutej · Eslovênia                                                    | 4.70 =  | Holly Bradshaw · Reino UnidoIryna Zhuk · Bielorrússia                                             | 4.65    |
| Salto em distância detalhes | Maryna Bej-Romanchuk · Ucrânia                                               | 6.92      | Malaika Mihambo · Alemanha                                                | 6.88    | Khaddi Sagnia · Suécia                                                                            | 6.75    |
| Salto triplo detalhes       | Patrícia Mamona · Portugal                                                   | 14.53     | Ana Peleteiro · Espanha                                                   | 14.52   | Neele Eckhardt · Alemanha                                                                         | 14.52   |
| Arremesso de peso detalhes  | Auriol Dongmo · Portugal                                                     | 19.34     | Fanny Roos · Suécia                                                       | 19.29   | Christina Schwanitz · Alemanha                                                                    | 19.04   |
| Pentatlo detalhes           | Nafissatou Thiam · Bélgica                                                   | 4.904 ,   | Noor Vidts · Bélgica                                                      | 4.791   | Xénia Krizsán · Hungria                                                                           | 4.644   |

## Quadro de medalhas
| Ordem | País          | Medalha de ouro | Medalha de prata | Medalha de bronze | Total |
| ----- | ------------- | --------------- | ---------------- | ----------------- | ----- |
| 1     | Países Baixos | 4               | 1                | 2                 | 7     |
| 2     | Portugal      | 3               | 0                | 0                 | 3     |
| 3     | Reino Unido   | 2               | 4                | 6                 | 12    |
| 4     | Bélgica       | 2               | 2                | 1                 | 5     |
| 5     | França        | 2               | 2                | 0                 | 4     |
| 6     | Ucrânia       | 2               | 1                | 0                 | 3     |
| 7     | Noruega       | 2               | 0                | 0                 | 2     |
| 7     | Suíça         | 2               | 0                | 0                 | 2     |
| 9     | Polónia       | 1               | 5                | 4                 | 10    |
| 10    | Espanha       | 1               | 2                | 2                 | 5     |
| 11    | Suécia        | 1               | 2                | 1                 | 4     |
| 12    | Itália        | 1               | 1                | 1                 | 3     |
| 13    | Chéquia       | 1               | 1                | 0                 | 2     |
| 14    | Bielorrússia  | 1               | 0                | 1                 | 2     |
| 15    | Grécia        | 1               | 0                | 0                 | 1     |
| 16    | Alemanha      | 0               | 2                | 4                 | 6     |
| 17    | Finlândia     | 0               | 1                | 2                 | 3     |
| 18    | Azerbaijão    | 0               | 1                | 0                 | 1     |
| 18    | Eslovênia     | 0               | 1                | 0                 | 1     |
| 20    | Croácia       | 0               | 0                | 1                 | 1     |
| 20    | Eslováquia    | 0               | 0                | 1                 | 1     |
| 20    | Hungria       | 0               | 0                | 1                 | 1     |
| Total | Total         | 26              | 26               | 27                | 79    |

## Participantes por nacionalidade
Participaram 659 atletas de 46 nacionalidades, sendo um atleta refugiado. 
- Albânia (2)
- Andorra (1)
- Armênia (2)
- Equipe de Atletas Refugiados  (1)
- Áustria (7)
- Azerbaijão (1)
- Bielorrússia (22)
- Bélgica (30)
- Bósnia e Herzegovina (3)
- Bulgária (7)
- Croácia (4)
- Chipre (3)
- Chéquia (21)
- Dinamarca (15)
- Estónia (7)
- Finlândia (19)
- França (25)
- Geórgia (3)
- Alemanha (46)
- Reino Unido (42)
- Grécia (19)
- Hungria (21)
- Irlanda (23)
- Israel (2)
- Itália (43)
- Kosovo (1)
- Letônia (2)
- Lituânia (9)
- Luxemburgo (4)
- Malta (1)
- Montenegro (2)
- Países Baixos (31)
- Macedônia do Norte (1)
- Noruega (12)
- Polónia (36)
- Portugal (16)
- Roménia (15)
- San Marino (1)
- Sérvia (8)
- Eslováquia (7)
- Eslovênia (13)
- Espanha (36)
- Suécia (29)
- Suíça  (23)
- Turquia (13)
- Ucrânia (30)

Legenda
| Recorde mundial       | Recorde mundial (World record)               |                       | Recorde africano                      | Recorde africano (African) |                                           | Q | Classificado por posição (Qualified) |
| Recorde do campeonato | Recorde do campeonato (Championship record)  | Recorde da América    | Recorde da América (Americas)         | q                          | Classificado por melhor tempo (Qualified) |   |                                      |
| Melhor marca do ano   | Melhor marca do ano (World leading)          | Recorde asiático      | Recorde asiático (Asian)              | DNS                        | Não largou (Did not start)                |   |                                      |
| Recorde nacional      | Recorde nacional (National record)           | Recorde europeu       | Recorde europeu (European)            | DNF                        | Não terminou (Did not finish)             |   |                                      |
| Recorde pessoal       | Recorde pessoal do atleta (Personal best)    | Recorde da Oceania    | Recorde da Oceania (Oceania)          | DSQ / DQ                   | Desclassificado (Disqualified)            |   |                                      |
| Recorde da temporada  | Recorde da temporada do atleta (Season best) | Recorde sul-americano | Recorde sul-americano (South America) | NM                         | Sem marca (No mark)                       |   |                                      |